# Шубинский переулок
Шу́бинский переу́лок — тупиковая улица в центре Москвы в районе Арбат от 1-го Смоленского переулка.

## История
Название известно с 1820-х годов. Вероятно, дано по фамилии домовладельца (зафиксирован в 1777 году купец Иван Иванович Шубин). Ранее, в начале XVIII века, назывался «переулок Сентуков, что на Варгунихе». Позже — Долгая улица, Долгий переулок, Долго-Шубинский переулок (возможно, эти варианты названия связаны с домовладельцем сержантом Михайлой Долговым, указанным в 1793 году). Склон, по которому переулок спускался к реке, назывался Варгунихиной горой, ранее переулок упирался в улицу с тем же названием.

## Описание
Шубинский переулок начинается от 1-го Смоленского переулка, проходит на запад параллельно Смоленской улице, соединяется с последней безымянным проездом (напротив Плющихи) и заканчивается тупиком во дворе дома 2 по Смоленской набережной.  Тупиковая часть Шубинского переулка продолжается пешеходной дорожкой с лестницей до Смоленской набережной.

## Здания и сооружения
По нечётной стороне:
- Дом 7 — бывший доходный дом 1914 года постройки.[3]

По чётной стороне:
- Дом 2/3 — Комитет по культуре правительства г. Москвы, объединённый архив; Объединённый архив Мосавтолегтранса; Мосинтурстрой. В доме расположена квартира, где в 1921—1945 гг. жил писатель Викентий Викентьевич Вересаев (объект культурного наследия регионального значения)[4], на доме расположена мемориальная доска.
- Дом 4 — посольство Объединённых Арабских Эмиратов. Располагается в здании, построенном около 1900 года.[3]
- Дом 6 — типография НПП «Наука»; «Академкнига» РАН; Центр американской полиграфической техники; Арт-группа «Хор Турецкого». Типография НПП «Наука» ведёт начало от 14-й типографии Московского коммунального хозяйства им. Лаврова, которой в 1922 году были переданы здания шерстоткацкой (платочная) фабрики «Вдова М. Рыбакова и К°» (частично сохранились до настоящего времени как строение 2). С января 1945 года типография передана в ведение Академии наук СССР. Название «2-я типография издательства „Наука“» носит с 1964 года. В 1983 году возведено новое здание по линии Шубинского переулка (строение 1).[5]
- Дом 6, строение 4 — особняк 1876 года постройки.[3]